# فینوالدن
فینوالدن (به هلندی: Veenwouden) یک منطقهٔ مسکونی در هلند است که در دانتومادیل واقع شده‌است. فینوالدن ۳٬۴۳۰ نفر جمعیت دارد.